# Ugo Mazzucchelli
Ugo Mazzucchelli (Carrara, 5 giugno 1903 – Carrara, 6 gennaio 1997) è stato un anarchico, antifascista e partigiano italiano.
È noto soprattutto per essere stato il comandante del Battaglione Lucetti, che si dimostrò un avversario coriaceo per le forze italo-tedesche.

## Biografia

### La gioventù
Ugo Mazzucchelli nacque a Carrara, uno dei centri dell'anarchismo italiano; fu pertanto uno degli obiettivi delle spedizioni delle "squadracce" fasciste, assoldate dai notabili del luogo. Per reazione nacquero delle formazioni di difesa proletaria e gli Arditi del Popolo, alle quali aderì Mazzucchelli. Il 19 giugno 1921 fu incarcerato perché trovato armato nei pressi di Lucca con altre persone. Uscito di prigione in un momento imprecisato, Mazzucchelli si sposò e si trasferì nelle Alpi Apuane, in un paese vicino alle cave di Lorano: poiché non prese la tessera del Partito Nazionale Fascista, dovette accontentarsi di svolgere lavori saltuari o decisamente pericolosi.

### La Resistenza
Fino al settembre 1943 Mazzucchelli rimase al margine degli avvenimenti e questa sua estraneità gli evitò, forse, il confino. Alla notizia della capitolazione italiana egli costituì una prima cellula con i propri figli Alvaro, Carlo e l'anarchico Romualdo Del Papa; questa piccola formazione condusse un riuscito assalto caserma Dogali, si impossessò di un certo numero di armi e sembra che convinse gli Alpini di guarnigione a disertare.. Nella primavera 1944 Mazzucchelli poté contare su un accresciuto numero di uomini e sulla collaborazione con altri gruppi partigiani operanti nella provincia di Carrara, segnatamente quello dell'anarchico Ismaele Macchiarini: la natura montuosa di quest'area fornì l'ambiente ideale per la guerriglia e complicò le operazioni di rastrellamento portate avanti dai tedeschi e da reparti della Repubblica Sociale Italiana..
Mazzucchelli fu catturato da uomini della 16. SS-Panzergrenadier-Division "Reichsführer-SS" in un giorno imprecisato, ma fu scambiato per il figlio del direttore del carcere della città, fatto prigioniero da una squadra partigiana alcune settimane prima: avvenne pertanto uno scambio dopo il quale riuscì a tornare al suo gruppo partigiano. Nei giorni successivi lo riorganizzò in un Battaglione Lucetti, in memoria dell'omonimo anarchico, e condusse una modesta guerriglia in quanto cercò di evitare brutali rappresaglie; anche lo scarso armamento suggerì a Mazzucchelli un approccio prudente. Allo scopo di raccogliere denaro per sostentare le famiglie degli ostaggi, degli antifascisti e delle personalità incarcerate, il Battaglione Lucetti fece ampio ricorso al rapimento dei più facoltosi cittadini, costretti a sborsare somme anche ingenti che erano utilizzate per le necessità della resistenza locale. Mazzucchelli fu così capace di irrobustire il "Lucetti" e nel novembre 1944 tentò, in coordinazione con le altre formazioni anarchiche, di strappare Carrara al controllo nazifascista; dopo un iniziale successo, i partigiani dovettero ripiegare, non essendo in grado di affrontare in campo aperto le forze regolari avversarie. Alla decisione contribuì anche il proclama Alexander e una decisa ripresa dei rastrellamenti e delle spedizioni; Mazzucchelli e il Battaglione Lucetti abbandonarono la provincia e si stabilirono nei dintorni di Lucca per sfuggire all'accerchiamento. Rientrò nella zona di Carrara nel marzo 1945 e formò una nuova brigata intitolata all'anarchico Michele Schirru, con la quale si accodò alle colonne alleate in avanzata e presenziò alla liberazione di Carrara (aprile 1945).

### Il dopoguerra
Nel 1946 nacque sua figlia Manrica Mazzuchelli, Concluse le ostilità, Mazzucchelli contribuì con altri anarchici alla fondazione di una "Cooperativa edile Gino Lucetti" che assicurò il lavoro a 1 500 operai: questa autogestione del lavoro fu malvista sia dalla Montecatini, che si occupava dell'estrazione del marmo durante il ventennio, sia dagli altri partiti antifascisti (PCI compreso), particolarmente preoccupati dal congresso del 15-19 settembre 1945. Mazzucchelli dette il proprio contributo per riorganizzare l'economia cittadina, in specie invitando le personalità più in vista dell'anarchismo (Ugo Fedeli, Alfonso Failla, Umberto Marzocchi, Pier Carlo Masini). In ogni caso l'esperimento di Mazzucchelli e dei capi anarchici fallì per la sostanziale opposizione di tutti gli altri partiti a una possibile rivoluzione.
Con il progressivo ritorno alla normalità, Mazzucchelli divenne titolare di un grosso concessionario per la cavatura del marmo. Nel 1963 fondò la sezione di Carrara della Federazione italiana delle associazioni partigiane (FIAP), forte del fatto che figurava negli organi direttivi della FAI e della FIAP. Negli anni settanta maturò un sodalizio con lo scrittore Carlo Cassola, con il quale fondò una Lega per il disarmo unilaterale. In seguito Mazzucchelli fu il principale sostenitore di un cippo a Franco Serantini (ucciso dai poliziotti nel 1972), che fu piantato solo dopo molte polemiche. Nel 1985 promosse un raduno di storici e docenti allo scopo di sostenere la criticata costruzione di un monumento a Gaetano Bresci, in ultimo realizzato. Alla fine degli anni ottanta Mazzuchelli si fece portavoce di un rinnovamento della FAI in senso moderato, allo scopo di rivitalizzare l'anarchismo; egli fu però pesantemente criticato dall'ala più ortodossa dell'organizzazione e, alla fine, preferì uscirne. Si ritirò poco dopo a vita privata.

### Morte
Mazzucchelli morì il 6 gennaio 1997 a 94 anni, per arresto cardiaco, e i funerali si svolsero il 7 gennaio in forma privata. La salma fu cremata e le ceneri furono tumulate nel cimitero monumentale di Marcognano.